# Стэнхоуп, Уильям, 11-й граф Харрингтон
Уильям Генри Лестер Стэнхоуп, 11-й граф Харрингтон (англ. William Henry Leicester Stanhope, 11th Earl of Harrington; 24 августа 1922 — 12 апреля 2009) — британский пэр и офицер.

## Происхождение и образование
Родился 24 августа 1922 года. Младший сын Чарльза Стэнхоупа, 10-го графа Харрингтона (1887—1929), и Маргарет Трелони Ситон (? — 1952).
16 ноября 1929 года после смерти своего отца 7-летний Уильям Стэнхоуп унаследовал титулы 11-го графа Харрингтона, 11-го виконта Питершема и 11-го барона Харрингтона.
Он получил образование в Итонском колледже и в Королевском военном колледже в Сандхерсте.
В августе 1967 года после смерти своего бездетного дальнего родственника, Джеймса Стэнхоупа, 7-го графа Стэнхоупа (1880—1967), Уильям Стэнхоуп унаследовал титулы 8-го виконта Стэнхоупа из Маона и 8-го барона Стэнхоупа из Элвастона.

## Военная служба
Лорд Харрингтон участвовал во Второй мировой войне. Он получил чин капитана на службе 15/19-го Королевского гусарского полка (Королевский бронетанковый корпус).

## Личная жизнь
Лорд Харрингтон был женат трижды и имел восемь детей. 5 февраля 1942 года он женился первым браком на Эйлин Фоли Грей (1 февраля 1922 — 3 сентября 1997), дочери сэра Джона Фоли Грея, 8-го баронета, и Жана Джесси Мэй де Салес ла Терьер. Он и Эйлин Фоли Грей развелись в 1947 году . У супругов было трое детей:
- Леди Джейн Стэнхоуп (25 ноября 1942 — январь 1974), в 1965 году она вышла замуж за Энтони Кэмерона. У них было двое детей и трое внуков.
- Леди Авена Маргарет Клэр Стэнхоуп (род. 29 марта 1944), в 1969 году она вышла замуж за Адриана Джеймса Максвелла. У них две дочери:
- Чарльз Генри Лестер Стэнхоуп, 12-й граф Харрингтон (род. 20 июля 1945), в 1966 году женился первым браком на Вирджинии Фриман-Джексон, они развелись в 1983 году. У них двое детей и четверо внуков. В 1984 году он повторно женился на Аните Фуглесанг.

24 января 1947 года лорд Харрингтон женился вторым браком на Энн Теодоре Чют, дочери майора Ричарда Аренбурга Бленнерхассетта Чюта. Он и Энн Теодора Чют развелись в 1962 году. Дети от второго брака:
- Леди Трина Мария Стэнхоуп (род. 30 декабря 1947)
- Достопочтенный Стивен Фрэнсис Линкольн Стэнхоуп (род. 12 декабря 1951). Он женился на Морин Коул в 1978 году. У них двое детей.
- Леди Сара Сью Стэнхоуп (род. 12 декабря 1951). Она вышла замуж за Роберта Барри в 1970 году. У них трое сыновей.

14 октября 1964 года лорд Харрингтон женился третьим браком на Присцилле Маргарет Кьюбитт (род. 30 мая 1941), дочери майора достопочтенного Арчибальда Эдварда Кьюбитта и Сибелл Маргарет Норман . У супругов было двое детей:
- Достопочтенный Джон Фицрой Стэнхоуп (род. 20 августа 1965)
- Леди Изабелла Рэйчел Стэнхоуп (род. 1 октября 1966). В 1994 году она вышла замуж за Колина Кэмпбелла, 7-го графа Кодора. У них четверо детей.

12 апреля 2009 года лорд Харрингтон умер в возрасте 86 лет в Баллингарри, графство Лимерик, Ирландия.